# Robert Ide
Robert Ide (* 1975 in Marienberg) ist ein deutscher Autor und Journalist. Er ist Autor beim Tagesspiegel.

## Leben
Ide wuchs in Berlin-Pankow auf, legte am Carl-von-Ossietzky-Gymnasium sein Abitur ab und studierte nach dem Mauerfall Politische Wissenschaften am Otto-Suhr-Institut der Freien Universität Berlin.
Von 2019 bis Mai 2021 war er Geschäftsführender Redakteur beim Tagesspiegel und organisierte den Change-Prozess des Medienhauses maßgeblich mit. Davor leitete er von 2013 bis 2018 die Berlin/Brandenburg-Redaktion des Tagesspiegels; zwischen 2007 und 2012 war er Chef der Sportredaktion. Er erhielt unter anderem den Reportagepreis der Akademie für Publizistik.
Robert Ide schreibt über DDR-Geschichte sowie die deutsche Einheit und verantwortete Aktionen, Veranstaltungen und Sonderausgaben des Tagesspiegels zu Mauerfall, Einheit und Ostdeutschland. Ide moderiert regelmäßig Veranstaltungen zu Geschichte, Gesellschaft und Berliner Stadtthemen. Zudem ist er Autor des Berlin-Newsletters Checkpoint. Bekannt wurde er als Autor des Buches Geteilte Träume (Luchterhand Literaturverlag; btb Taschenbuch), in dem er den Generationenkonflikt zwischen jungen und älteren Ostdeutschen nach der Wende beschreibt.
Seit November 2021 schreibt er im Tagesspiegel die wöchentliche Liebeskolumne „Ins Herz“ mit wahren Liebesgeschichten aus Berlin und Deutschland. Gemeinsam mit Joana Nietfeld und Helena Piontek veröffentlichte er im Januar 2024 das Buch "Erzähl mir von der Liebe".
Ide lebt in Berlin und ist ehrenamtlich engagiert im Kleingartenverein Bornholm I e. V., der größten Kleingartenanlage in der Berliner Innenstadt. Seit November 2019 ist er dort Vorsitzender. Er koordiniert die Kampagne „Da wächst was“ zur Öffnung und zum Erhalt der Berliner Kleingärten. Zudem initiierte er den Aufbau des Gemeinschaftsgartens „Schleifengarten“ in Berlin-Prenzlauer Berg als berlinweites Pilotprojekt und die Rettung der Kiezkneipe "Höher's Eck". Die Anlage ist Teil der Fernseh-Dokusoap "Von Hecke zu Hecke" bei RTL2/RTL+.

## Werke
- Geteilte Träume. Meine Eltern, die Wende und ich, Luchterhand Literaturverlag, München 2007, ISBN 978-3-630-87236-0.
- Hüben und drüben. Und wo bin ich jetzt? In: Dritte Generation Ost. Wer wir sind, was wir wollen, Ch. Links Verlag, Berlin 2012, ISBN 978-3-86153-685-7.
- Erzähl mir von der Liebe. Mit: Joana Nietfeld und Helena Piontek. Verlag hanserblau, München 2024, ISBN 978-3-446-27976-6.